# Martin Kree
Martin Kree (Werl, 27 gennaio 1965) è un ex calciatore tedesco.

## Carriera
Ha giocato come difensore centrale. Ha militato per sei stagioni nel Bochum, poi per cinque anni nel Bayer Leverkusen ed infine per quattro annate nel Borussia Dortmund, dove ha chiuso la carriera nel 1998 dopo aver vinto Coppa dei Campioni e Coppa Intercontinentale.

### Nazionale
Ha giocato alcune partite con le rappresentative giovanili della Nazionale di calcio della Germania Ovest.

## Palmarès

### Competizioni nazionali
- Campionato tedesco: 2

Borussia Dortmund: 1994-1995, 1995-1996
- Coppa di Germania: 1

Bayer Leverkusen: 1992-1993
- Supercoppa di Germania: 2

Borussia Dortmund: 1995, 1996

### Competizioni internazionali
- UEFA Champions League: 1

Borussia Dortmund: 1996-1997
- Coppa Intercontinentale: 1

Borussia Dortmund: 1997